# 伊藤長正
伊藤 長正（いとう ちょうせい、1918年4月29日 - 没年不詳）は、日本の経済学者。
東京出身。1942年東京帝国大学経済学部商業学科卒。横浜国立大学助教授、上智大学経済学部教授。1975年「日本的経営の特質に関する研究」で上智大学経済学博士。90年定年、名誉教授。

## 著書
- 『経済統制転換の方向』工業新聞社出版局 1949
- 『企業分析と経済分析』中央経済社 新会計学シリーズ 1954
- 『第三のエリート 新経営者読本』至誠堂 1961
- 『集団主義の再発見 成長経済の原動力』ダイヤモンド社 1969
- 『経済変動と経営分析』日本経済新聞社 1974

### 翻訳
- ミーンズ『企業の価格決定力と公共性』北川勝己,高野清美共訳 ダイヤモンド社 1962
- サミュエル・A.カルバート,ジョン・J.マクドナー『ビジネスマンの見えない戦争 組織で自分を活かすタクティクス』大坪檀共監訳 PHP研究所 1981
- セオドア・W.シュルツ『「人間資本」の経済学』大坪檀共訳 日本経済新聞社 1985
- ダニエル・ポープ『説得のビジネス 現代広告の誕生』大坪檀共監訳 電通 1986

## 論文
- <伊藤長正